# Marisanna Jarva
Anu Marisanna Kristiina Jarva, född Pyykkönen 11 augusti 1981 i Paldamo, är en finländsk politiker (Centern). Hon var ledamot av Finlands riksdag 2015–2019. Till utbildningen är hon förvaltningsmagister.
Jarva blev invald i riksdagen i riksdagsvalet 2015 med 5 347 röster från Uleåborgs valkrets.